# EPJ
EPJ står for Elektronisk Patientjournal. Formålet med disse er bl.a. at øge tilgængeligheden af data og sikkerheden omkring de oplysninger, som sundhedspersonalet (læger etc.) gemmer om hver enkelt patient. Herved ønsker man bl.a. at undgå fejlmedicinering, mindske rutinerne omkring journalisering og give samme information til alle uanset fysisk placering.
Der findes mange forskellige EPJ-systemer af forskellige firmaer. Systemerne er typisk opdelt i moduler, således at der for eksempel er et modul til medicinering eller vagtplaner. 
For at gøre EPJ-systemerne mere ensartede, forsøgte sundhedsstyrelsen at udvikle en model kaldet GEPJ  (Grundstruktur for Elektronisk PatientJournal) projektet blev dog droppet i 2006.

## Datadeling
Egentlig udveksling af data mellem EPJ-systemer bruges kun meget lidt. Det skyldes bl.a., at der ikke er udarbejdet et fælles terminologiapparat i Danmark på området; et ensartet klinisk sprog og en ensartet måde at føre de elektroniske journaler på. Det gør udveksling af data meget vanskelig og problematisk. GEPJ hjælper et stykke ad vejen, men er ikke tilstrækkeligt. I stedet for udveksling af data findes i dag løsninger, så de væsentligste data kan ses på tværs af EPJ-systemer. 
SUP (Standardiseret Udtræk af Patientdata) er en fælles database, som en række regioner benytter til at dele data om patienter, som flytter fra ét sygehus til et andet, som kan ligge i den anden ende af landet. I dag kendes løsningen som e-journal. Det er tanken, at e-journal, skal bruges til at dele data om patienter mellem sygehuse og ift. praktiserende læger. Desuden kan den enkelte patient se sin elektroniske journal her og i øvrigt se, hvem der har kigget i journalen f.eks. på sygehuset.

## Udvidelsesmuligheder for EPJ
EPJ kan f.eks. også kombineres med taleteknologi, dvs. talegenkendelse, i forbindelse med dikteringen af en lægejournal. På denne måde kan lægens mundtlige diktat overføres til skreven tekst direkte f.eks. uden brug af en sekretær, som så kan frigøres til andre opgaver. Sådanne løsninger betegnes ofte som medicinsk diktering.